# Tjeckiens historia
Denna artikel handlar om historien för de tjeckiska landskapen Böhmen, Mähren och tjeckiska Schlesien, som idag bildar republiken Tjeckien.

## Medeltiden
Böhmen och Mähren ingick i Stormähren på 800-talet. Under senmedeltiden var Böhmen ett kungarike inom Tysk-romerska riket.

## Österrike-Ungern
Böhmen och Mähren var delar av Österrike-Ungern fram till 1918 då det österrikiska kejsarriket upplöstes då staten Tjeckoslovakien bildades.

## Tjeckoslovakien
Huvudartikel: Tjeckoslovakiens historia
Efter andra världskriget blev Tjeckoslovakien en del av den sovjetiska intressesfären fram till 1989 och sammetsrevolutionen. År 1992 beslutades att fredligt dela landet till staterna Tjeckien och Slovakien.

## Tjeckiska republiken
Huvudartikel: Tjeckien
Valet till den tjeckiska delrepublikens nationalråd i juni 1992 vanns av Demokratiska medborgarpartiet som leddes av Václav Klaus och som gått till val på omfattande ekonomiska reformer. I det samtidiga valet i den slovakiska delrepubliken hade Vladimír Mečiars parti vunnit på ett program som var delvis motstridigt och strax efter valet förklarade Klaus att det inte fanns någon framtid för Tjeckoslovakien. I den tjeckiska delrepubliken började arbetet med att skriva en konstitution för ett självständigt Tjeckien; denna kunde röstas igenom först i mitten av december 1992.
Enligt den nya konstitutionen skulle parlamentet ha två kamrar, dels ett underhus, folkförsamlingen, dels ett överhus, senaten. Lagstiftningen om senaten kom att dröja till september 1995 och det första valet till den genomfördes 1996. Enligt konstitutionen skulle Tjeckien också vara indelat i regioner men hur många som skulle finnas och vilken makt dessa skulle kom att bli en stridsfråga som det tog flera år att lösa.
Flera uppmärksammade fall av mutor, korruption och bestickning gjorde att det 1995 infördes lagstiftning som reglerade hur de politiska partierna finansierades. Politiska skandaler gjorde att koalitionsregeringen förlorade sin egen majoritet i parlamentsvalet 1996. Största oppositionsparti blev istället det socialdemokratiska partiet.
Frågan om restitution av egendom som beslagtogs efter andra världskriget blev en brännande politisk fråga redan efter sammetsrevolutionen. Den tjeckoslovakiska regeringen ville inte gå med på att återlämna egendom som beslagtagits före den så kallade pragkuppen den 25 februari 1948. Regeringen befarade att man i så fall skulle få krav på kompensation från de sudettyskar som fördrevs ur Tjeckoslovakien efter kriget. Regeringens linje stötte då på ett annat problem: kompensationskrav från judar som fått sin egendom beslagtagen under andra världskriget. I maj 1994 ändrades lagstiftningen så att judar men inte sudettyskar kunde få kompensation. Ungefär 100 000 fastigheter och ett mindre antal företag återlämnades till tidigare ägare. Mer besvärlig blev frågan om att återlämna beslagtagen egendom till katolska kyrkan, bland annat Sankt Vituskatedralen i Prag.
För statliga företag som hade byggts upp efter 1948 användes ett kupongsystem som innebar att varje vuxen medborgare fick köpa kuponger till ett värde motsvarande 35 amerikanska dollar (drygt en veckas lön). Kupongerna kunde sedan bytas mot aktier i statliga företag som skulle privatiseras. Fram till i maj 1992 hade åtta miljoner människor köpt kuponger. Våren 1993 avslutades den första omgången av privatiseringar, i slutet av 1994 avslutades den andra omgången.
Tjeckiska republiken gick med i NATO 1999 och i EU 2004.
Tjeckiens konservativa president Vaclav Klaus blev omvald för en ny femårsperiod i februari 2008.
Socialdemokraterna vann i parlamentsval 2013.  Socialdemokraterna fick drygt 20 procent, kommunisterna blev tredje störst med nästan 15 procent. Det populistiska partiet Ano fick näst mest röster, nästan 19 procet. Partiledaren för Socialdemokraterna, Bohuslav Sobotka, blev ny premiärminister. Hans regering bestodd av en koalition mellan ČSSD, ANO 2011 och KDU-ČSL
Milos Zeman blev ny president i Tjeckien 2013. Zeman var partiledare för socialdemokraterna 1993–2001 och landets premiärminister 1998–2002. Zeman lämnade partiet efter en konflikt och grundade 2009 Partiet för medborgerliga rättigheter. I januari 2018 omvaldes den sittande EU-kritiska presidenten Zeman till president.
I december 2017 blev miljardären och affärsmannen Andrej Babis ny premiärminister i Tjeckien. Babis parti Ano blev störst i parlamentsvalet i oktober 2017, och fick då 78 mandat av 200 i underhuset.

### Fotnoter
1. ↑  Skalnik Leff (1997), s. 131
2. ↑  Skalnik Leff (1997), s. 158
3. ↑  Skalnik Leff (1997), s. 159-161
4. ↑  Skalnik Leff (1997), s. 189-190
5. ↑  Skalnik Leff (1997), s. 192-193
6. ↑  ”Vaclav Klaus omvald”. svenska.yle.fi. https://svenska.yle.fi/a/7-249485. Läst 11 oktober 2021.
7. ↑  Zuiderveld, Maria (2 maj 2017). ”Tjeckiens premiärminister avgår”. SVT Nyheter. https://www.svt.se/nyheter/utrikes/tjeckiens-premiarminister-avgar-1. Läst 11 oktober 2021.
8. ↑  ”Zeman ny president i Tjeckien”. Dagens PS. 25 januari 2013. Arkiverad från originalet den 11 oktober 2021. https://web.archive.org/web/20211011072941/https://www.dagensps.se/nyheter/zeman-ny-president-i-tjeckien/. Läst 11 oktober 2021.
9. ↑  ”Milos Zeman omvaldes till president i Tjeckien” (på svenska). svenska.yle.fi. https://svenska.yle.fi/artikel/2018/01/27/milos-zeman-omvaldes-till-president-i-tjeckien. Läst 11 oktober 2021.
10. ↑  TT (6 december 2017). ”Andrej Babis ny premiärminister i Tjeckien”. gp.se. http://www.gp.se/1.4899132. Läst 11 oktober 2021.